# Ptinus affinis
Ptinus affinis là một loài bọ cánh cứng trong họ Ptinidae. Loài này được Desbrochers des Loges miêu tả khoa học năm 1871.